# 教化 (泰定进士)
教化（？—？），元朝政治人物，元顺帝时中书平章政事。
泰定帝泰定四年（1327年），丁卯科中进士。元顺帝至正六年（1346年），担任中书省平章政事。至正八年（1348年），出任江浙行省平章政事。至正十一年（1351年），奉命和济宁路总管董抟霄率军进攻濠州（今安徽省凤阳县）、杭州（今浙江省杭州市）等地的红巾军。